# Югославія на пісенному конкурсі Євробачення
Югославія дебютувала на пісенному конкурсі «Євробачення» у 1961 році. Країна брала участь 27 разів до останнього виступу в 1992 році, за винятком 1977–1980 та 1985 років. Першу та єдину перемогу Югославії здобув гурт Riva з піснею «Rock Me» у 1989 році, що дозволило країні провести конкурс 1990 року в Загребі.

## Історія участі

### 1961–1991: Соціалістична Федеративна Республіка Югославія
Соціалістична Федеративна Республіка Югославія (СФРЮ) дебютувала на пісенному конкурсі Євробачення в 1961 році разом з Іспанією та Фінляндією. Національний попередній відбір, організований мовною компанією JRT (Югославське радіотелебачення), був «Jugovizija», і він включав записи, подані субнаціональними центрами громадського мовлення, розташованими в столицях кожної з республік, що входили до складу Югославії: СР Боснія та Герцеговина (RTV Сараєво), СР Хорватія (RTV Загреб та RTV Спліт), СР Македонія (RTV Скоп'є), СР Чорногорія (RTV Тітоград), СР Сербія (RTV Белград) та СР Словенія (RTV Любляна), а також служби мовлення автономних провінцій в СР Сербія: Соціалістичний автономний край Косово (RTV Приштина) та Соціалістичний автономний край Воєводина (RTV Новий Сад).
Країну представляли співаки з Боснії і Герцеговини, Хорватії, Чорногорії, Сербії та Словенії. Жодна заявка з Македонії чи Косова не потрапила на конкурс, що свідчить про культурну маргіналізацію найбідніших частин країни. Хорватія була найуспішнішою республікою, оскільки її виконавці вигравали національний відбір 13 із 26 разів. Югославія не брала участі в конкурсі з 1977 по 1980 рік, а також у 1985 році.
У 1989 році країна вперше здобула перемогу завдяки хорватському гурту Riva з піснею «Rock Me», та отримала право на проведення Пісенного конкурсу Євробачення 1990 у Загребі.

### 1992: Союзна Республіка Югославія
Під час розпаду Югославії в 1991 році колишні складові республіки Хорватія, Словенія та Македонія оголосили про незалежність, та вийшли з відбору «Юговізія», тоді як тодішнє керівництво Сербії та Чорногорії погодилося підтримувати тісний союз. 28 березня 1992 року республіки, які все ще (принаймні формально) становили колишню югославську федерацію, що зникла та скоротилася, взяли участь у відборі «Юговізія 1992», що відбувся в Белграді. До нього увійшли співаки не лише з Сербії та Чорногорії, а й з Боснії і Герцеговини, хоча остання проголосила незалежність 1 березня того ж року. Серед кандидатів була Алма Чарджич. Переможцем відбору стала пісня «Ljubim te pesmama» у виконанні Extra Nena (Снєжана Берич) із Сербії. Перед проведенням тогорічного конкурсу, 28 квітня, було утворено нову федеративну державу, що складається з Сербії та Чорногорії – Союзна Республіка Югославія, яку на конкурсі 1992 року представляла згадана раніше Extra Nena. Югославії було заборонено брати участь у Євробаченні до 2001 року через санкції ООН під час югославських війн, які набули чинності лише через кілька тижнів після конкурсу 1992 року.

### 1993–дотепер: Після розпаду
Після розпаду Югославії, колишні республіки проголосили незалежність.  Раніше субнаціональні громадські радіо та телестанції країни змінилися на національні, але під новими назвами, зокрема: RTVSLO, HRT, РТС, MRT, BHRT та RTCG. З моменту приєднання до Європейської Мовної Спілки, всі країни колишньої Югославії незалежно брали участь у конкурсі Євробачення: Словенія, Хорватія та Боснія і Герцеговина з 1993 року, Сербія та Чорногорія з 2007 року та Північна Македонія з 1998 року (до 2018 року – Колишня Югославська Республіка Македонія).
Загалом результати нових республік були неоднозначними: Хорватія потрапила до першої десятки наприкінці 1990-х років, Сербія та Чорногорія (як союз) та Боснія і Герцеговина посіли високі позиції у 2000-х роках, а Північна Македонія брала участь у фіналі до 2008 року, у якому країна посіла 10-е місце у півфіналі, але не пройшла у фінал. У 2004 році Сербія та Чорногорія зайняла 2-е місце. У 2007 році Сербія та Чорногорія дебютували на конкурсі як незалежні країни, при цьому Чорногорія не змогла пройти у фінал, а Сербія єдина з усіх колишніх югославських республік, яка здобула перемогу. У 2013 році жодна з країн колишньої Югославії не змогла пройти у фінал. Оскільки Боснія і Герцеговина відмовилася від участі; Сербія, Словенія, Хорватія та Чорногорія які виступали у першому півфіналі; а також Північна Македонія, яка виступала у другому півфіналі, не пройшли до фіналу. Вперше після запровадження півфіналу в 2004 році, всі країни колишньої Югославії потрапили до фіналу на Євробаченні 2023: Хорватія зайняла 13-е місце, Словенія – 21-е, а Сербія фінішувала 24-ою.

## Учасники Євробачення від Югославії
Умовні позначення
     Переможець
     Друге місце
     Третє місце
     Четверте місце
     П'яте місце
     Останнє місце
     Автоматичний фіналіст
     Не пройшла до фіналу
     Не брала участі
| Рік                               | Виконавець                         | Пісня                    | Місце           | Бали            |
| --------------------------------- | ---------------------------------- | ------------------------ | --------------- | --------------- |
| 1961                              | Ліляна Петрович                    | Neke davne zvezde        | 8-е             | 9               |
| 1962                              | Лола Новакович                     | Ne pali svetlo u sumrak  | 4-е             | 10              |
| 1963                              | Vice Vukov                         | Brodovi                  | 11-е            | 3               |
| 1964                              | Sabahudin Kurt                     | Zivot je sklopio krug    | 13-е            | 0               |
| 1965                              | Vice Vukov                         | Ceznja                   | 12-е            | 2               |
| 1966                              | Berta Ambroz                       | Brez besed               | 7-е             | 9               |
| 1967                              | Ладо Лесковар                      | Vse roze sveta           | 8-е             | 7               |
| 1968                              | Luci Kapurso and Hamo Hajdarhodzic | Jedan dan                | 7-е             | 8               |
| 1969                              | Іван                               | Pozdrav svijetu          | 13-е            | 5               |
| 1970                              | Єва Сршен                          | Pridi, dala ti bom cvet  | 11-е            | 4               |
| 1971                              | Krunoslav Slabinac                 | Tvoj djecak je tuzan     | 14-е            | 68              |
| 1972                              | Tereza                             | Muzika i ti              | 9-е             | 87              |
| 1973                              | Здравко Чолич                      | Gori vatra               | 15-е            | 65              |
| 1974                              | Korni                              | Generacija 42            | 12-е            | 6               |
| 1975                              | Pepel In Kri                       | Dan ljubezni             | 13-е            | 22              |
| 1976                              | Ambasadori                         | Ne mogu skriti svoju bol | 17-е            | 10              |
| Не брала участь у 1977-1980 роках |                                    |                          |                 |                 |
| 1981                              | Seid-Memic Vajta                   | Leila                    | 15-е            | 35              |
| 1982                              | Aska                               | Halo halo                | 14-е            | 21              |
| 1983                              | Danijel                            | Dzuli                    | 4-е             | 125             |
| 1984                              | Vlado and Isolda                   | Ciao amore               | 18-е            | 26              |
| 1985                              | Не брала участь                    | Не брала участь          | Не брала участь | Не брала участь |
| 1986                              | Доріс Драгович                     | Zeljo moja               | 11-е            | 49              |
| 1987                              | Novi Fosili                        | Ja sam za ples           | 4-е             | 92              |
| 1988                              | Srebrna Krila                      | Mangup                   | 6-е             | 87              |
| 1989                              | Riva                               | Rock me                  | 1-е             | 137             |
| 1990                              | Tajci                              | Hajde da ludujemo        | 7-е             | 81              |
| 1991                              | Baby Doll                          | Brazil                   | 21-е            | 1               |
| 1992                              | Extra Nena                         | Ljubim te pesmama        | 13-е            | 44              |

## Галерея

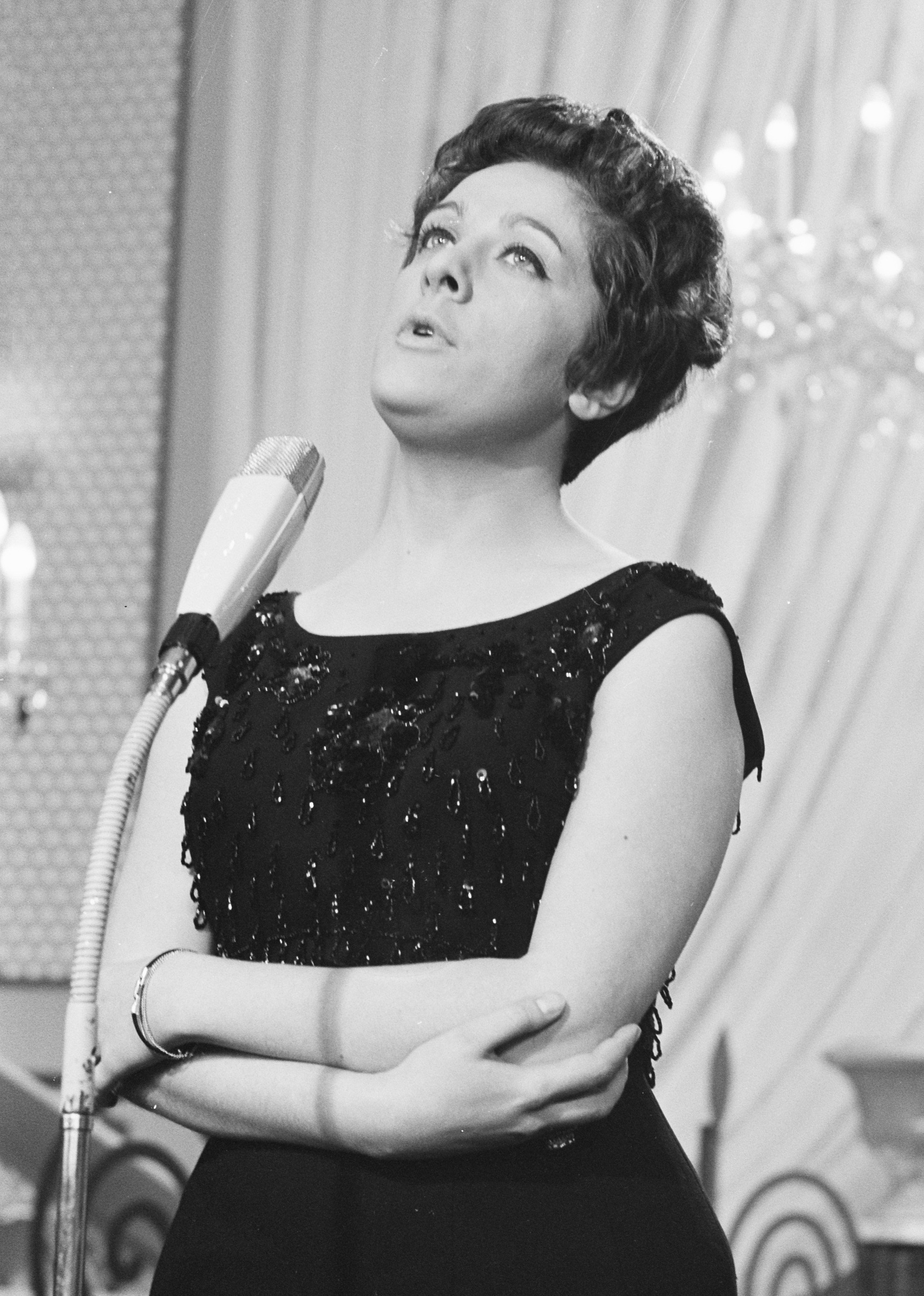
Лола Новакович у Люксембургу (1962)
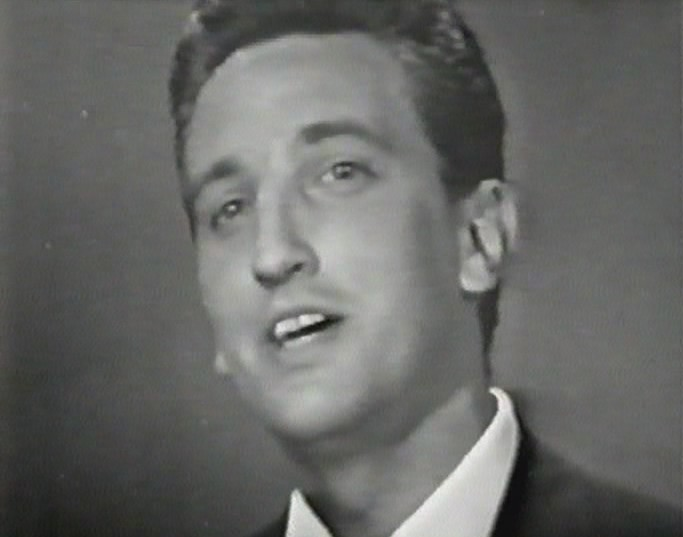
Віце Вуков у Неаполі (1965)
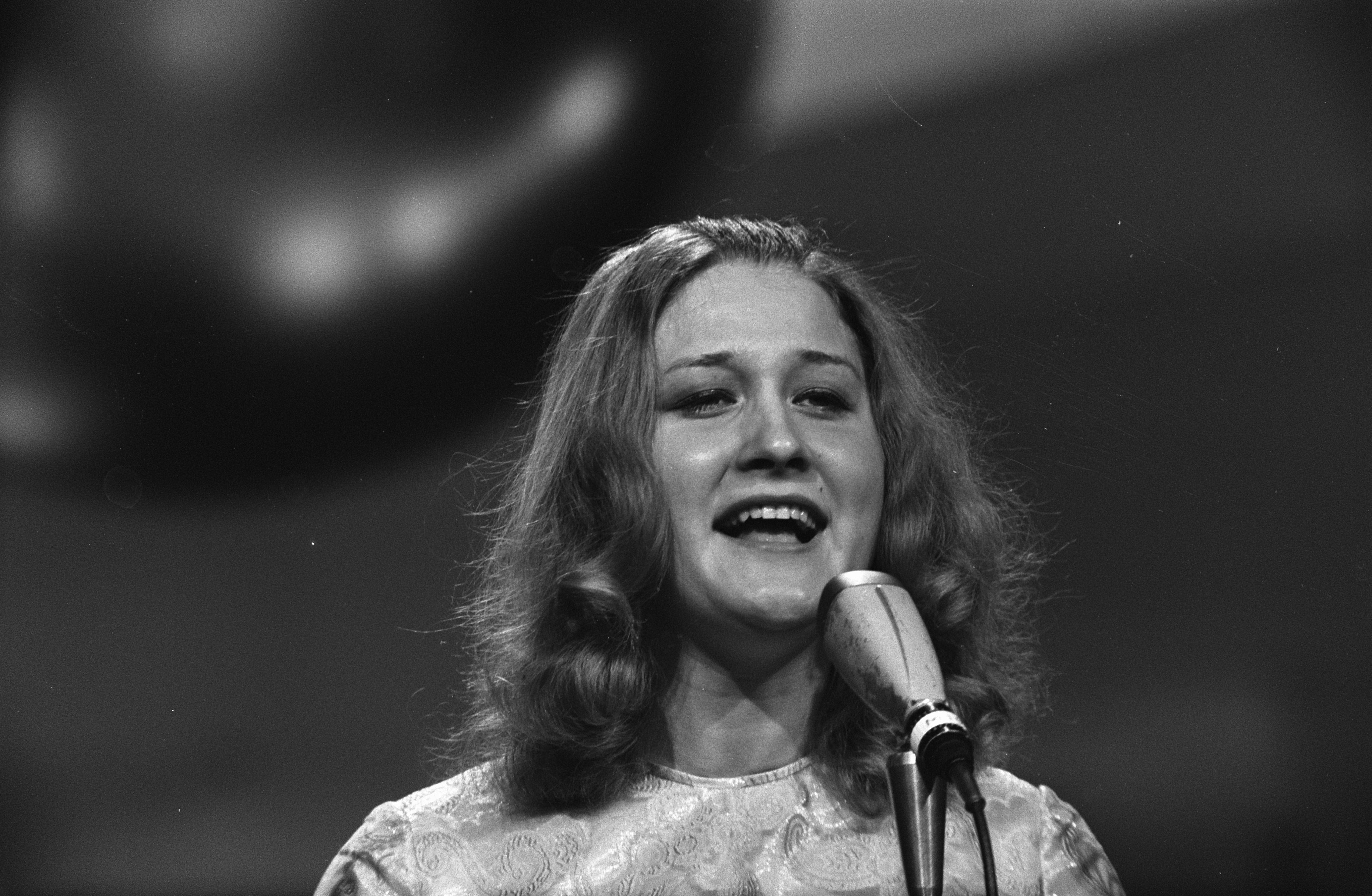
Єва Сршен в Амстердамі (1970)
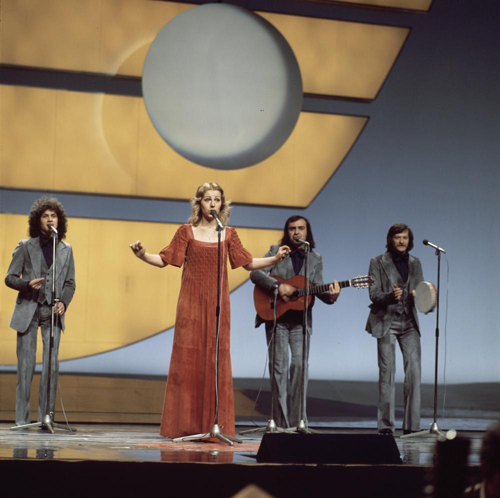
Ambasadori у Гаазі (1976)

## Країна-господар
| Рік  | Місто  | Місце                                       | Ведучі                           |
| ---- | ------ | ------------------------------------------- | -------------------------------- |
| 1990 | Загреб | Концертний зал імені Ватрослава Лисинського | Хельґа Влахович та Олівер Млакар |

## Статистика голосувань (1975–1992)
| № | Дано            | Дано | Отримано  | Отримано |
| № | Країни          | Бали | Країни    | Бали     |
| - | --------------- | ---- | --------- | -------- |
| 1 | Італія          | 62   | Туреччина | 80       |
| 2 | Швейцарія       | 61   | Ізраїль   | 64       |
| 3 | Велика Британія | 57   | Кіпр      | 59       |
| 4 | Франція         | 56   | Данія     | 52       |
| 5 | Ізраїль         | 54   | Ісландія  | 48       |